# 華羅庚
華 羅庚（か らこう）は、中華人民共和国の数学者。中国国内でつとに知られ、世界にも名を馳せた数学者の一人とされる。主な研究領域は解析数論・古典群・多変数複素解析・保型関数論など。生涯においておよそ200本の論文を発表した。陳景潤は弟子衆の一人。
1952年、中国科学院数学所が成立した際、初代所長に就いた。1958年、中国科学技術大学数学科の初代主任になった。
1985年6月12日、招請に応じて東京大学で学術講演を行った際、講演の最後に心臓病の発作を起こし演壇で倒れ、病院へ搬送されたがそのまま死去した。